# Pískomil mongolský
Pískomil mongolský (Meriones unguiculatus) je jeden z 15 druhů pískomilů z rodu Meriones. Živí se semeny a přebytek ukládá do nory. Je rozšířen ve východní Asii. Žije v poušti Gobi. Po 24–26 dnech březosti porodí samice 2–8 mláďat.

## Popis

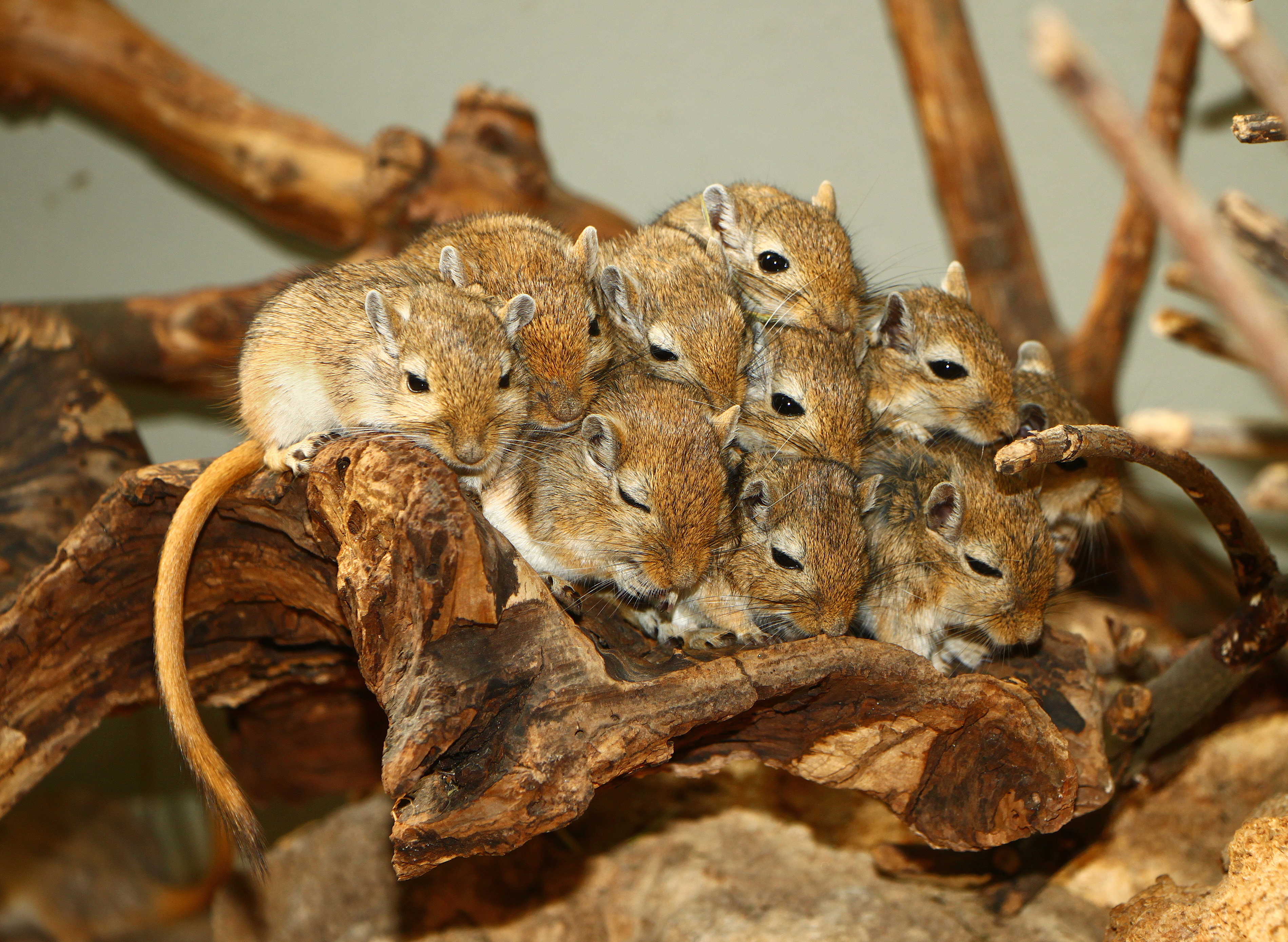
Pískomil v zoologicko-botanické zahradě ve Stuttgartu

Je typický svým hedvábným dlouhým ocasem, který je zakončen chomáčkem chlupů. Jeho srst je hnědobéžová, má černé oči a drápky. Žijí ve skupinách maximálně o 20 kusech. Vyhrabávají podzemní nory. Váží 70–110 gramů v závislosti na potravě a jejím množství. Na délku mají 8–12 cm a ocas může být stejně dlouhý.
Mohou mít kožíšek v barvě černé, krémové, stříbrné, ale i zlatý, bílý nebo černobílý. Jediné původní zbarvení je tzv. aguti, ale jako domácí mazlíček se vyskytuje v mnoha dalších barevných varietách.

## Chov
Pokud si chovatel chce pořídit pískomila, měl by si koupit nejméně dva. Pískomil mongolský snáší samotu velice špatně a může z toho mít psychické potíže.
Celkově se jedná o druh nenáročný na chov, ani s odchovy nebývají problémy.
Při ochočování pískomilů je dobré si dávat pozor, aby jej majitel nechytal za chocholatý konec ocasu, protože by se mohl utrhnout. Pískomilům se podobně jako např. ještěrkám při nebezpečí strhne kůže z konce ocásku. Zbude špičatý krvavý konec ocásku, který uschne, odláme se a ocásek se zaoblí. Roztomilá chocholka na konci už však nedoroste. Pískomil bude mít potíže se skákáním, ocas totiž funguje jako kormidlo.

## Zajímavosti
Pískomil může skákat až 50 cm nad zem. Žije mírumilovně v rodinných svazcích, musí-li bránit své teritorium, dokáží neúprosně bojovat. Vyskytuje se ve skupinách s komplexní sociální strukturou a přísným hierarchickým uspořádáním. Hloubí rozvětvený systém nor v hloubkách 150 cm až 5 m.

## Příbuzné druhy
- pískomil arabský (Meriones arimalius)
- pískomil turfanský (Meriones chengi)
- pískomil hedvábný (Meriones crassus)
- pískomil Dahlův (Meriones dahli)
- pískomil pouštní (Meriones hurrianae)
- pískomil rudoocasý (Meriones libycus)
- pískomil jižní (Meriones meridianus)
- pískomil perský (Meriones persicus)
- pískomil královský (Meriones rex)
- pískomil Buxtonův (Meriones sacramenti)
- pískomil Shawův (Meriones shawi)
- pískomil tamaryškový (Meriones tamariscinus)
- pískomil Tristramův (Meriones tristrami)
- pískomil Vinogradovův(Meriones vinogradovi)
- pískomil afghánský (Meriones zarudnyi)
- pískomil veverkoocasý (Sekeetamys calurus)